# Batalla del cap Sersell
La batalla del Cap Sersell (Algèria) a la Guerra Civil espanyola va enfrontar el creuer pesant Baleares per part de les forces revoltades contra els creuers lleugers Libertad, Méndez Núñez i l'escorta de destructors del bàndol governamental al matí del 7 de setembre de 1937.

## Antecedents: El comboi soviètic

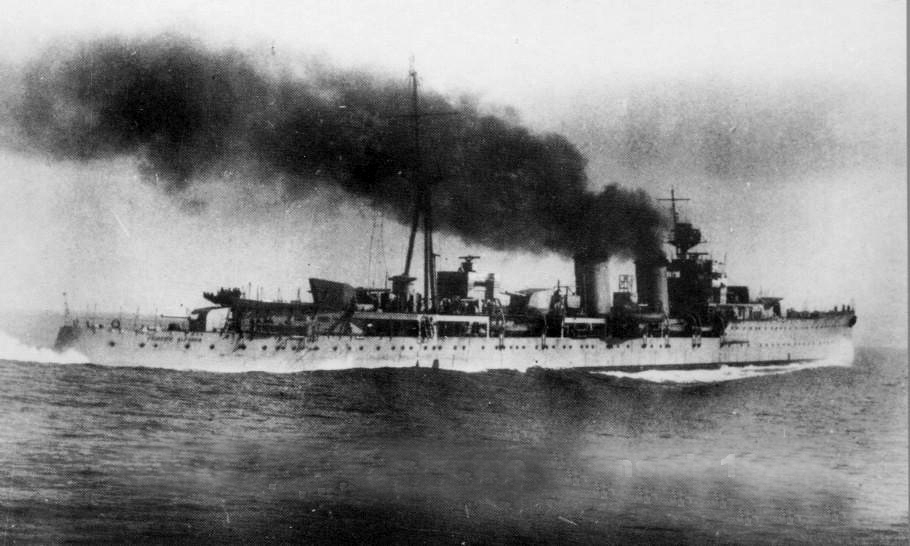
Creuer lleuger republicà de nom Libertad

Com a part de la guerra naval que tots dos bàndols estaven duent a terme, era necessari garantir el trànsit segur de subministraments per via marítima. Així doncs, l'almirall Buiza, Comandant en cap de la flota republicana, va ordenar el 6 de setembre a la flota republicana abandonar el port de Cartagena i anar a protegir a la costa algeriana tres vaixells mercants, l'Aldecoa, l'Antonio Satrústegui i el Mar Caribe que tornaven de l'URSS. Aquesta flota es componia dels creuers, Libertad i Méndez Núñez i set destructors: Lepanto, Almirante Valdés, Almirante Antequera, Almirante Miranda, Gravina, Jorge Juan i Escaño.

## Combat entre les dues flotes
Mentre que el comboi naval republicà tornava a Cartagena al matí del 7 de setembre, els vaixells van ser albirats a les 10 h 15 min pel vigia del creuer Baleares dels sublevats, patrullant a la costa algeriana, dirigint-se cap a l'est a 30 milles nàutiques d'Alger. Malgrat la seva inferioritat tàctica i per culpa de la seva ubicació entre la flota republicana i la costa, el comandant del Baleares, capità de navili Manuel de Vierna, va ordenar canviar la seva ruta cap al nord-est per atacar a la flota republicana per darrere. A les 10 h 30 min el comboi republicà es va dividir en dues parts: els vaixells mercants i destructors de protecció es van dirigir cap al sud, fins al port de Sersell (Sharsal en àrab), mentre que els dos creuers van fer rumb paral·lel al del Baleares per a interceptar-lo. El Baleares va obrir foc al voltant de les 10 h 45 min però sense causar cap dany als seus oponents. Aquests es van defensar amb una major eficàcia: el foc des del Libertad va aconseguir impactar dos cops al creuer revoltat provocant-li un incendi al magatzem de municions; el sistema de control d'artilleria es va veure afectat. La batalla naval va cessar a les 11 h 15 min.
El Baleares va virar al seu torn però van perdre el contacte amb els vaixells governamentals. Al Baleares s'aprofità d'aquesta interrupció per reparar els seus danys i atendre els seus morts (3) i ferits (26). A la tarda, les dues flotes es van desviar cap al sud fins a tallar el camí de retorn, de nou cap a l'est. Navegant al llarg de la costa algeriana, els creuers republicans van ser bombardejats per avions del bàndol dels sublevats procedents de Mallorca al voltant de les 16 h 45 min., però només el destructor Escaño va ser lleugerament danyat. Els vaixells republicans van trobar novament el Baleares. El Libertad va tornar a fer dos impactes en àrees crítiques del Baleares, causant-li el navegar penosament cercant la protecció del seu bessó, el Creuer Canarias.

## Resultat
Durant aquesta batalla el Baleares no va causar danys als seus oponents a diferència del que sí van fer els vaixells republicans, especialment el Libertad; que va ocasionar alguns danys greus que van provocar la reducció de les capacitats de combat del Baleares. El creuer del bàndol revoltat, no obstant això, va tenir èxit en la seva missió d'interceptar el comboi de mercants republicans. Aquests es van veure obligats de fet a desviar-se a la badia de Sersell, havent de fondejar en el port, on van ser immobilitzats per les autoritats franceses. A causa de la deficient actuació de la flota republicana, l'almirall Buiza va ser destituït del seu lloc com a Comandant en cap de la Flota, mentre que el comandant del Baleares, Manuel de Vierna, per la seva actuació va ser promogut directament al rang de contraalmirall de la marina revoltada. Uns mesos després, al març de 1938 desapareixeria amb el seu vaixell durant la batalla del Cap de Palos.